# Kiliansdorf
Kiliansdorf (fränkisch: Kienschdorf) ist ein Gemeindeteil der Kreisstadt Roth im Landkreis Roth (Mittelfranken, Bayern). Kiliansdorf liegt in der Gemarkung Belmbrach.

## Geographie
Das Dorf liegt direkt südlich von Roth und ist baulich mit der Stadt verbunden. 0,5 km südwestlich befindet sich das Waldgebiet „Muckenwinkel“, 0,5 km südöstlich der Flugplatz der Otto-Lilienthal-Kaserne. Die Staatsstraße 2409 (die alte B 2) führt nach Roth (1,8 km nördlich) bzw. zu einer Anschlussstelle der Bundesstraße 2 (0,9 km südlich). Im Norden zweigt davon die Kreisstraße RH 6 in Richtung Barnsdorf ab (1,5 km südwestlich). Eine Gemeindeverbindungsstraße führt nach Belmbrach (1,1 km nordöstlich).

## Geschichte
Im Urbar für das burggräfliche Amt Roth, das ca. 1360 aufgestellt wurde, wurde der Ort als „Kyliansdorf“ erstmals urkundlich erwähnt. Benannt wurde der Ort wahrscheinlich nach dem Gründer des Ortes namens Kilian. Zu dieser Zeit hatte das Amt nur einen Anspruch auf 3 Reutäcker. Im Urbar des nunmehr markgräflichen Amtes Roth von 1434 waren dies nur noch 2 Reutäcker. Im 16-Punkte-Bericht von 1608 sind für den Ort 11 Anwesen verzeichnet: 3 Höfe und 1 Gut unterstanden dem Klarenamt, 1 Hof und 1 Gut der Deutschordenskommende Nürnberg, 2 Höfe den Nürnberger Eigenherrn von Schenk und von Tucher, 1 Hof dem Landesalmosenamt, 1 Hof dem Gotteshaus in Roth. Nur das Hirtenhaus unterstand dem Kastenamt Roth.
Während des Dreißigjährigen Krieges verödete der Ort. In den Jahren 1651–1565 starben 17 Personen an der Pest.
Gegen Ende des 18. Jahrhunderts gab es in Kiliansdorf 10 Anwesen und ein Gemeindehirtenhaus. Das Hochgericht übte das brandenburg-ansbachische Oberamt Roth aus. Die Dorf- und Gemeindeherrschaft hatte das Kastenamt Roth. Grundherren waren die Deutschordenskommende Nürnberg (1 Ganzhof, 1 Gütlein), die Reichsstadt Nürnberg (Klarenamt: 1 Ganzhof, 1 Ganzhof mit Gastwirtschaft, 1 Halbhof, 1 Gütlein mit Gastwirtschaft; Landesalmosenamt: 1 Ganzhof), Nürnberger Eigenherren (Kreß von Kressenstein: 1 Ganzhof; von Scheuerl: 1 Ganzhof) und das Kastenamt Roth (1 Ganzhof).
Von 1797 bis 1808 unterstand der Ort dem Justiz- und Kammeramt Roth. Im Rahmen des Gemeindeedikts wurde Kiliansdorf dem 1808 gebildeten Steuerdistrikt Belmbrach und der 1811 gegründeten Ruralgemeinde Belmbrach zugeordnet. Am 1. Juli 1971 wurde der Ort im Zuge der Gebietsreform in Bayern nach Roth eingegliedert.

### Baudenkmäler
In Kiliansdorf gibt es zwei Baudenkmäler:
- ehemaliger Fliegerhorst
- Hofäckerstr. 30: zweigeschossiges Wohnstallhaus

### Einwohnerentwicklung
| Jahr      | 001818 | 001840 | 001861 | 001871 | 001885 | 001900 | 001925 | 001950 | 001961 | 001970 | 001987 | 002014 | 002018 |
| Einwohner | 91     | 104    | 121    | 118    | 113    | 120    | 134    | 205    | 237    | 369    | 703    | 711    | 716    |
| Häuser    | 18     | 16     |        |        | 20     | 24     | 25     | 33     | 45     |        | 151    |        |        |
| Quelle    | [ 16 ] | [ 17 ] | [ 18 ] | [ 19 ] | [ 20 ] | [ 21 ] | [ 22 ] | [ 23 ] | [ 24 ] | [ 25 ] | [ 26 ] |        | [ 27 ] |

## Religion
Kiliansdorf ist seit der Reformation evangelisch-lutherisch geprägt und bis heute nach Zu unserer lieben Frau (Roth) gepfarrt. Die Katholiken sind nach Maria Aufnahme in den Himmel (Roth) gepfarrt.